# Dan Stråhed

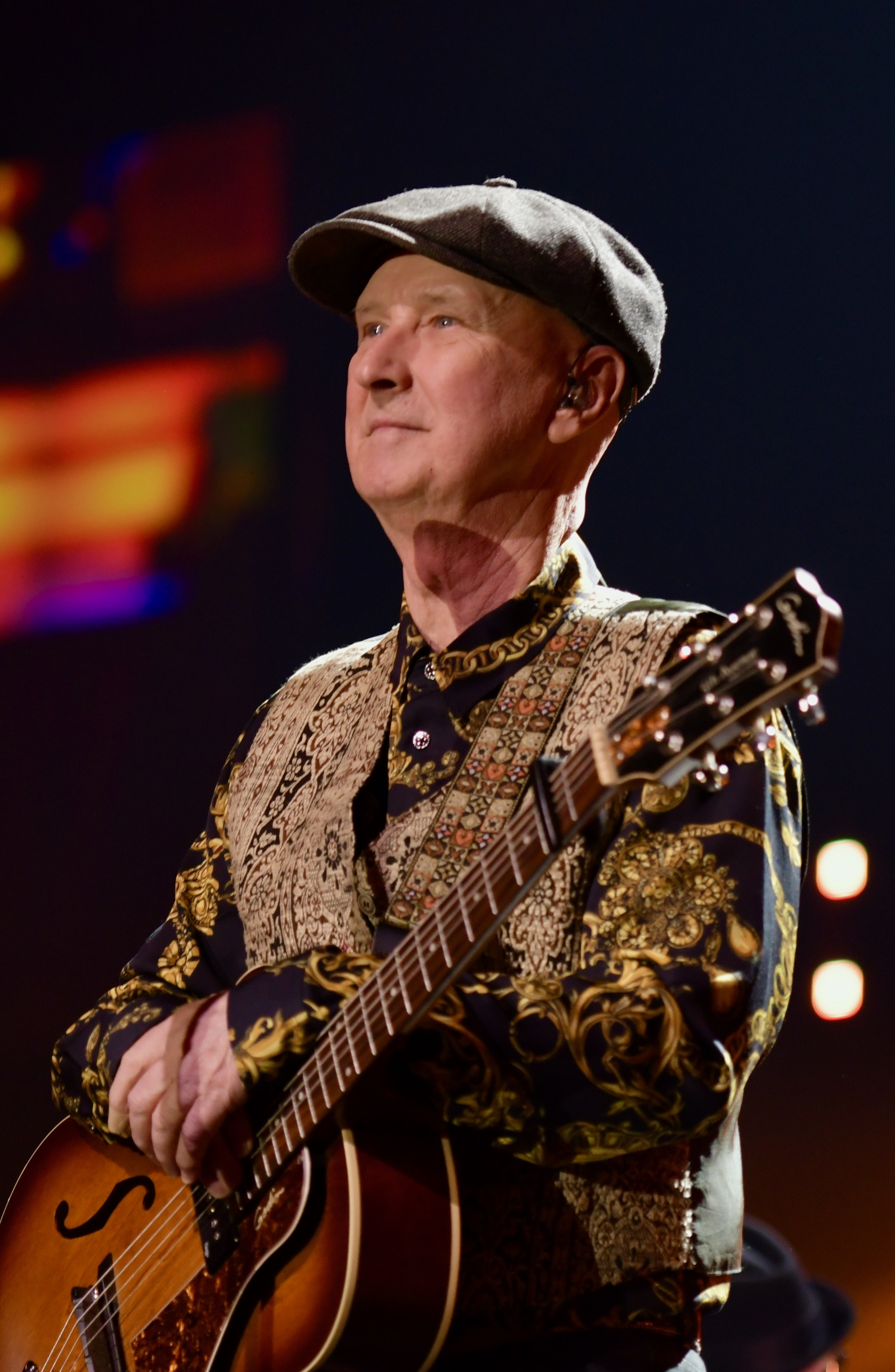
Dan Stråhed, 2022

Dan Stråhed (* 12. Juni 1956 im Stadtteil Kirseberg in Malmö) ist ein schwedischer Sänger und Songschreiber.
Mit 16 Jahren gründete Dan Stråhed (Gesang und Keyboard) mit dem Bruder Bo Stråhed, Allan Dittrich, Kent Kruse und Henri Saffer die Band The Chinox. Nach acht Jahren mit The Chinox gründete Dan Stråhed die Pop-Band Änglabarn, die 1981 die LP „Sista skriket“ veröffentlichte. Die Band hatte Erfolg und wurde als Vorgruppe von Queen verpflichtet.
Nach einer kurzen Pause wurde Dan Stråhed für die Dansband Wizex, in der er 13 Jahre blieb, als Sänger engagiert. 1996 entschloss er sich für eine Solokarriere, sein Debütalbum Solosång wurde mit dem Lied La de leva, das sich 1998–1999 in den Svensktoppen platzierte, erfolgreich.
Mit dem Lied Hallabaloo wurde er Ende 2021 als Teilnehmer am Melodifestivalen 2022, dem schwedischen Vorentscheid für den Eurovision Song Contest 2022, vorgestellt. Im ersten Wettbewerb konnte er sich für das Halbfinale qualifizieren.